# Matrika razdalj
Matrika razdalj je matrika, ki vsebuje razdalje med posameznimi elementi množice. Matrika ima razsežnost {\displaystyle n\times n\,}, kjer je {\displaystyle n\,} število elementov množice, oziroma število vozlišč, če se hoče prikazati graf. Razdalje med vozlišči se lahko meri v poljubnih enotah za merjenje razdalj.

## Zgleda

### 1. zgled
Včasih  matrika razdalj opisuje tudi število povezav med dvema vozliščema. To je zelo primerno za prikazovanje števila povezav med atomi v molekuli.
To se lahko prikaže kot matriko razdalj.
{\displaystyle {\begin{bmatrix}0&1&2&3&4&5&3&4\\1&0&1&2&3&4&2&3\\2&1&0&1&2&3&1&2\\3&2&1&0&1&2&2&3\\4&3&2&1&0&1&3&4\\5&4&3&2&1&0&4&5\\3&2&1&2&3&4&0&1\\4&3&2&3&4&5&1&0\end{bmatrix}}}.
Matrika razdalj je simetrična.

### 2. zgled
V tem zgledu pa so razdalje prikazane kot število pikslov, ki pripadajo posameznim razdaljam med točkami. Pripadajočo matriko razdalj se lahko prikaže kot 
|   | a   | b   | c   | d   | e   | f   |
| - | --- | --- | --- | --- | --- | --- |
| a | 0   | 184 | 222 | 177 | 216 | 231 |
| b | 184 | 0   | 45  | 123 | 128 | 200 |
| c | 222 | 45  | 0   | 129 | 121 | 203 |
| d | 177 | 123 | 129 | 0   | 46  | 83  |
| e | 216 | 128 | 121 | 46  | 0   | 83  |
| f | 231 | 200 | 203 | 83  | 83  | 0   |

kjer so v prvi vrstici in prvem stolpcu naštete točke. V matriki pa so podane razdalje med njimi v pikslih.

## Primerjava z drugimi matrikami
Matrika razdalj je sorodna matriki sosednosti. Od nje se razlikuje v tem, da matrika sosednosti prikazuje samo povezave, ne prikazuje pa razdalj med vozlišči. Druga razlika je v tem, da je v matriki razdalj, manjša razdalja med vozlišči tudi prikazana kot manjša.  
V nasprotju z matriko evklidskih razdalj matrika razdalj ni vedno simetrična